# فالون (کالیفرنیا)
فالون (به انگلیسی: Fallon) یک منطقهٔ مسکونی در ایالات متحده آمریکا است که در شهرستان مارین، کالیفرنیا واقع شده‌است. فالون ۲۳ متر بالاتر از سطح دریا واقع شده‌است.